# Hluchiv
Hluchiv (in ucraino Глухів?) è una città ucraina (31 789 abitanti) nel distretto di Šostka, nell'oblast' di Sumy. Ospita l'amministrazione della comunità territoriale di Hluchiv, una delle comunità territoriali dell'Ucraina.
Fino al 18 luglio 2020 Hluchiv costituiva una città di rilevanza regionale e non apparteneva ad alcun distretto, anche se era il centro amministrativo del distretto di Hluchiv. Come parte della riforma amministrativa dell'Ucraina la città fu integrata nel distretto di Šostka.
Nel 2001, la popolazione della città era di 35.800 abitanti.
Si trova vicino alla base aerea di Červone-Pustohorod.